# Taenala
Taenala is een geslacht van kevers uit de familie bladkevers (Chrysomelidae).
De wetenschappelijke naam van het geslacht werd in 1978 gepubliceerd door Silferberg.

## Soorten
- Taenala adumbrata Silfverberg, 1978
- Taenala divisa (Gerstaecker, 1855)